# Kihiihi
Kihiihi – miasto w Ugandzie, w dystrykcie Kanungu.